# Royaume de Sunda
669–1032
Entités précédentes :
- Tarumanagara

Entités suivantes :
- Sultanat de Banten
- Sultanat de Cirebon

Le royaume de Sunda est un état hindou-bouddhique d'Indonésie qui a existé de 669 à 1030. Il était situé dans la partie nord de l'actuelle province de Banten, à l'extrémité occidentale de l'île de Java. Sa capitale était Banten Girang (aujourd'hui dans les faubourgs sud de la ville de Serang).
Au début du XVIe siècle, les Portugais, notamment l'apothicaire portugais Tomé Pires dans sa Suma Oriental, introduisent une confusion en appelant "Sunda" l'ensemble de la partie occidentale de Java. Aujourd'hui, on appelle sundanais la langue parlée à Java occidental, distincte de la langue javanaise proprement dite.

## Histoire
La plus ancienne mention connue du nom « Sunda » est l'inscription de Kebon Kopi II, trouvée dans la région de Bogor. Datée de 932, elle est rédigée en malais et mentionne un « roi de Sunda ». Cette inscription semble indiquer l'importance de la langue malaise à Java au Xe siècle.
Tomé Pires, qui séjourna à Malacca de 1512 à 1515, note dans sa Suma Oriental : 
« Certaines personnes affirment que le royaume de Sunda occupe la moitié de l'île de Java ; d'autres, à qui l'on prête plus d'autorité, qu'il en occupe le tiers et le huitième. Sa frontière est située sur la rivière Cimanuk. Cette rivière traverse l'île entière d'une mer à l'autre de sorte que les habitants de Java indiquent, décrivant leur propre pays, qu'il est délimité à l'ouest par l'île de la Sonde. Ces gens affirment que quiconque traverse le détroit (la rivière Cimanuk) vers la mer du Sud est emporté par un violent courant et incapable d'en revenir. »
En fait, à l'époque, le royaume de Sunda n'existait plus comme entité souveraine, depuis son annexion par le royaume de Pajajaran voisin vers 1400. L'hindouiste Pajajaran, qui voyait une menace dans l'expansionnisme du royaume musulman de Demak, développe des relations avec les Portugais de Malacca. En 1522, Pajajaran signe avec les Portugais un accord politico-économique. En échange d'une aide militaire contre la menace de l'expansion musulmane, Surawisesa, le roi de Pajajaran, accorde aux Portugais le libre accès au commerce du poivre et un établissement dans le port de Kalapa (aujourd'hui Jakarta, la capitale de l'Indonésie). Quand les Portugais se rendent finalement à Java en 1527, ils découvrent que Banten et Kalapa sont passés sous contrôle musulman. Ils doivent donc renoncer à un établissement à Java.